# Бирюков, Александр Андреевич
Александр Андреевич Бирюков (3 марта 1937, г. Козельск, Западная область, РСФСР, СССР — 25 июля 2018, Москва, Российская Федерация) — советский и российский государственный и хозяйственный деятель, министр легкой промышленности РСФСР (1987—1990), генеральный директор Государственной ассоциации (позднее — АО) «Рослегпром» (1990—2010). Награждён орденом «За заслуги перед Отечеством» IV степени (1996).

## Биография
Родился 3 марта 1937 года в городе Козельске Калужской области. Русский
В 1954 году, после окончания средней школы, поступил в Московский технологический институт лёгкой промышленности. С 1959 года, после окончания института, направлен Костромское кожевенно-обувное объединение «X Октябрь», где работает на должностях: мастер, старший мастер, начальник цеха, главный инженер объединения. С 1968 года находился в служебной командировке в Англии. С 1970 года, по возвращении из командировки, работал генеральным директором Челябинского производственного обувного объединения. В 1974 году назначается первым заместителем министра легкой промышленности РСФСР. В 1981 году назначен заместителем министра легкой промышленности СССР. С 1987 года по 1990 год — министр легкой промышленности РСФСР. В 1988 году был избран делегатом XIX Всесоюзной конференции КПСС. В 1990 году избирается председателем правления Российской государственной ассоциации легкой промышленности, а в 1992 году — президентом акционерного общества открытого типа «Рослегпром», в этой должности проработал до 2010 года. Член-корреспондент Международной и Российской инженерных академий.
Благодаря и его усилиям, легкая промышленность, обновленная к началу 90-х годов XX столетия, выстояла в тяжелейшие годы перестройки и продолжала развиваться в новых экономических условиях, огромная заслуга Бирюкова в возрождении Федеральных оптовых ярмарок товаров и оборудования легкой промышленности «Текстильлегпром», в восстановлении связей между оптовыми поставщиками сырья и покупателями, между промышленными и торговыми предприятиями разных регионов, налаживании внутриотраслевого взаимодействия производителей и кооперации со смежниками.

## Награды
- орден «За заслуги перед Отечеством» IV степени (7 июня 1996)[3]
- орден Трудового Красного Знамени[2]
- орден «Знак Почёта»[2]
- медали[2]
- Заслуженный работник текстильной и лёгкой промышленности РСФСР (1 июля 1991)[4]
- Благодарность Президента Российской Федерации (11 июня 2003) — за большой вклад в развитие легкой промышленности и многолетнюю добросовестную работу[5]
- Почётная грамота Правительства Российской Федерации (29 января 1998) — за большой личный вклад в стабилизацию работы предприятий легкой промышленности в новых экономических условиях и многолетний добросовестный труд[6]

## Автор трудов
А. А. Бирюков, М. Л. Новиков, А. А. Литвинюк, М. А. Горин Фирменная торговля в легкой промышленности. — М. : Легпромбытиздат, 1992. — 189 с.. ISBN 5-7088-0528-5